# Miss United States
Miss United States es un concurso de belleza que se celebra en Estados Unidos para mujeres solteras de entre 20 y 29 años. El concurso incluye mujeres seleccionadas para representar a los 50 estados de Estados Unidos, el Distrito de Columbia, Samoa Americana, Guam, la Commonwealth de las Islas Marianas del Norte, Puerto Rico y las Islas Vírgenes de los Estados Unidos .
La misión del concurso es "celebrar a las mujeres inteligentes de todos los ámbitos de la vida".  El concurso incluye los siguientes segmentos de competencia: Entrevista privada (una entrevista privada de 3 minutos con los jueces sobre los logros profesionales, académicos y benéficos de la delegada), Modelado de vestidos de noche (paseo por la pasarela con ropa formal para demostrar el aplomo de la delegada), Competencia de bikini (paseo por la pasarela en traje de baño para mostrar la condición física del delegado y su confianza en el escenario) y Promesa de Plataforma Personal (un presentación de 60 segundos de la causa benéfica elegida por el delegado seguido de una pregunta en el escenario).  Los cuatro segmentos de la competencia valen el 25% de la puntuación general del delegado. 
Miss United States es parte del sistema de concursos de belleza conocido como Mrs. United States Pageant, Inc. (DBA United States National Pageants)que tiene ocho divisiones: Little Miss United States, Miss Pre-Teen United States, Miss Jr. Teen United States, Miss Teen United States, Miss United States, Ms. United States, Ms. Woman United States, y Mrs. United States. 
Entre las recientes ganadoras notables de Miss United States se incluyen Miss United States 2013, Candiace Dillard, quien es una personalidad de telerrealidad en Real Housewives of Potomac de Bravo; Miss United States 2022 Lily K. Donaldson, quien fue la primera Miss United States en visitar los 50 estados durante su reinado;  y Miss United States 2014 Elizabeth Safrit, quien también representó a los Estados Unidos en el Miss Mundo 2014 en Londres, Inglaterra el 14 de diciembre de 2014.

## Titulares
| Year | Miss United States      | State Represented    | Host City                        |
| --- | ----------------------- | -------------------- | -------------------------------- |
| 2023 | Addison Grace Hadley    | Tennessee            | Memphis, Tennessee               |
| 2022 | Lily K. Donaldson       | New York             | Memphis, Tennessee               |
| 2021 | Samantha Keene Anderson | Arizona              | Las Vegas, Nevada                |
| 2020 | Tiffany Ann Rea         | California           | Palm Beach, Florida              |
| 2019 | Alexia Robinson         | Misuri               | Las Vegas, Nevada                |
| 2018 | Andromeda Peters        | Virginia             | Orlando, Florida                 |
| 2017 | Rachael Todd            | Florida              | Orlando, Florida                 |
| 2016 | Alayah Benavidez        | Texas                | Las Vegas, Nevada                |
| 2015 | Summer Priester         | South Carolina       | Washington, District of Columbia |
| 2014 | Elizabeth Safrit        | North Carolina       | Washington, District of Columbia |
| 2013 | Candiace Dillard        | District of Columbia | Washington, District of Columbia |
| 2012 | Whitney Miller          | Texas                | Washington, District of Columbia |
| 2011 | Ashley Smith            | Virginia             | Las Vegas, Nevada                |
| 2010 | Jessica Black           | Georgia              | Las Vegas, Nevada                |
| 2009 | Erin Grizzle            | Georgia              | Las Vegas, Nevada                |
| 2008 | Brittany Williams       | Nevada               | Las Vegas, Nevada                |
| 2007 | Ashley Kazian           | South Carolina       | Raleigh, North Carolina          |
| 2006 | Shannon Haggard         | North Carolina       | Raleigh, North Carolina          |
| 2005 | Nicole Falsone          | Arizona              | Los Ángeles, California          |
| 2004 | Brandy Baham            | Luisiana             | Houston, Texas                   |
| 2003 | Lacie Lybrand           | South Carolina       | New York City, New York          |
| 2001 | Starla Smith            | Alabama              | New York City, New York          |
| Los organizadores del certamen que elige a la representante de Estados Unidos al Miss Mundo utilizaron el título de "Miss United States" de 1958 a 1961 y la concursante estadounidense enviada al Miss Universo fue conocida como "Miss United States of America" de 1952 a 1962. De 1962 a 1999, la organización Miss Universo mantuvo la marca registrada de "Miss United States", pero no realizó un concurso de "Miss United States", sino que llamó a su representante ante Miss Universo "Miss USA". |                         |                      |                                  |
| 1940* | Barbara Dean            | unknown              | unknown                          |
| 1939* | Hilda Williams          | Georgia              | Virginia Beach, Virginia         |
| 1938* | unknown                 | unknown              | unknown                          |
| 1937* | Margaret Smith          | Tennessee            | Biloxi, Misisipi                 |
| 1936* | unknown                 | unknown              | Idaho Falls, Idaho               |
| 1935 | Louise Lyman            | New York             | appointed                        |
| 1934* | unknown                 | unknown              | Miami                            |
| 1933* | Gene Handley            | Texas                | Big Spring, Texas                |
| 1932 | Helen Cant              | New York             | Buffalo, New York                |
| 1931 | Ann Lee Patterson       | Kentucky             | Galveston, Texas                 |
| 1930 | Dorothy Dell Goff       | Luisiana             | Galveston, Texas                 |
| 1929 | Irene Ahlberg           | New York             | Galveston, Texas                 |
| 1928 | Ella Van Hueson         | Illinois             | Galveston, Texas                 |
| 1927 | Dorothy Britton         | New York             | Galveston, Texas                 |
| 1926 | Catherine Moylan        | Texas                | Galveston, Texas                 |
| 1880 | Myrtle Meriwether       | Pensilvania          | Rehoboth Beach, Delaware         |

## Fotos de Ganadoras Anteriores
| Elizabeth Safrit                           |
| Miss United States 2014 - Elizabeth Safrit |

| Tiffany Rea                               |
| Miss United States 2020 - Tiffany Ann Rea |

| Candiace Dillard                                   |
| Miss United States 2013 - Candiace Dillard Bassett |

| Whitney Miller wears dive equipment                                                                                    |
| Miss United States 2012, Whitney Miller, tries on dive equipment during a tour of U.S. Navy facilities at Pearl Harbor |

| Lily K. Donaldson and three women who worked in shipyards during WW2 hold up their arms like Rosie the Riveter |
| Miss United States 2022, Lily K. Donaldson, with WWII Rosies at the 2022 Pearl Harbor Memorial Parade          |

| Andromeda Peters                           |
| Miss United States 2018 - Andromeda Peters |

| Miss United States 2015, Summer Priester, crowning Alayah Benavidez during the Miss United States 2016 competition. |
| Miss United States 2015, Summer Priester, crowning Alayah Benavidez during the Miss United States 2016 competition. |

| Rachael Todd                           |
| Miss United States 2017 - Rachael Todd |

|                                                  |
| Miss United States 2021, Samantha Keene Anderson |